# Komušina (Požega)
Komušina je naselje u Republici Hrvatskoj u Požeško-slavonskoj županiji, u sastavu grada Požege.

## Zemljopis
Komušina je smještena oko 1 km južno od Požega na sjevernim padinama Požeške gore, susjedna naselja su Vidovci i Seoci.

## Stanovništvo
Prema popisu stanovništva iz 2011. godine Komušina je imala 82 stanovnika.
| broj stanovnika | 146   | 160   | 153   | 191   | 203   | 242   | 213   | 238   | 158   | 153   | 149   | 136   | 128   | 92    | 102   | 82    | 64    |
|                 | 1857. | 1869. | 1880. | 1890. | 1900. | 1910. | 1921. | 1931. | 1948. | 1953. | 1961. | 1971. | 1981. | 1991. | 2001. | 2011. | 2021. |